# Daytona Beach
Daytona Beach es una ciudad ubicada en el condado de Volusia en el estado estadounidense de Florida. En el Censo de 2010 tenía una población de 61 005 habitantes y una densidad poblacional de 369,32 personas por km².
Durante la primera mitad del siglo XX se disputaron competencias de automovilismo en el circuito playero de Daytona. En 1959 se inauguró el Daytona International Speedway, un circuito donde se corren las 24 Horas de Daytona y las 500 Millas de Daytona, dos de las carreras de automovilismo más importantes del país.

## Geografía
Daytona Beach se encuentra ubicada en las coordenadas 29°11′50″N 81°5′17″O / 29.19722, -81.08806. Según la Oficina del Censo de los Estados Unidos, Daytona Beach tiene una superficie total de 165.18 km², de la cual 151.28 km² corresponden a tierra firme y 13.9 km² (8.41 %) es agua.

## Demografía
Según el censo de 2010, había 61005 personas residiendo en Daytona Beach. La densidad de población era de 369,32 hab./km². De los 61 005 habitantes, Daytona Beach estaba compuesto por el 57.81 % blancos, el 35.38 % eran afroamericanos, el 0.35 % eran amerindios, el 2.25 % eran asiáticos, el 0.04 % eran isleños del Pacífico, el 1.83 % eran de otras razas y el 2.33 % pertenecían a dos o más Razas. Del total de la población, el 6.16 % eran hispanos de cualquier raza.

## Transporte
En los servicios de transporte aéreo se encuentran el Aeropuerto Internacional de Daytona Beach, que está situado dentro de la ciudad junto al Daytona International Speedway. El sitio fue utilizado por primera vez como un aeropuerto con terminales. La presente instalación se construyó en 1992 con el costo de 46 M$, e incluye tanto un terminal de vuelos nacionales y una terminal internacional.

## Personas destacadas
- Howard Thurman, teólogo.
- Walter M. Miller, Jr., escritor.
- Vince Carter, jugador de baloncesto.
- Bob Ross, pintor y presentador de televisión estadounidense